# Hans Lukaschek
Hans Lukaschek, född 22 maj 1885 i Breslau, död 26 januari 1960 i Freiburg im Breisgau, var en tysk promoverad jurist och politiker. Han var borgmästare i Hindenburg O.S. 1927–1929 och Oberpräsident i Provinz Oberschlesien 1929–1933.
I Konrad Adenauers regering 1949–1953 var Lukaschek flyktingminister.